# Партечипацио, Джованни II

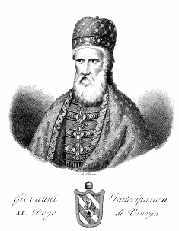
Джованни II Партечипацио

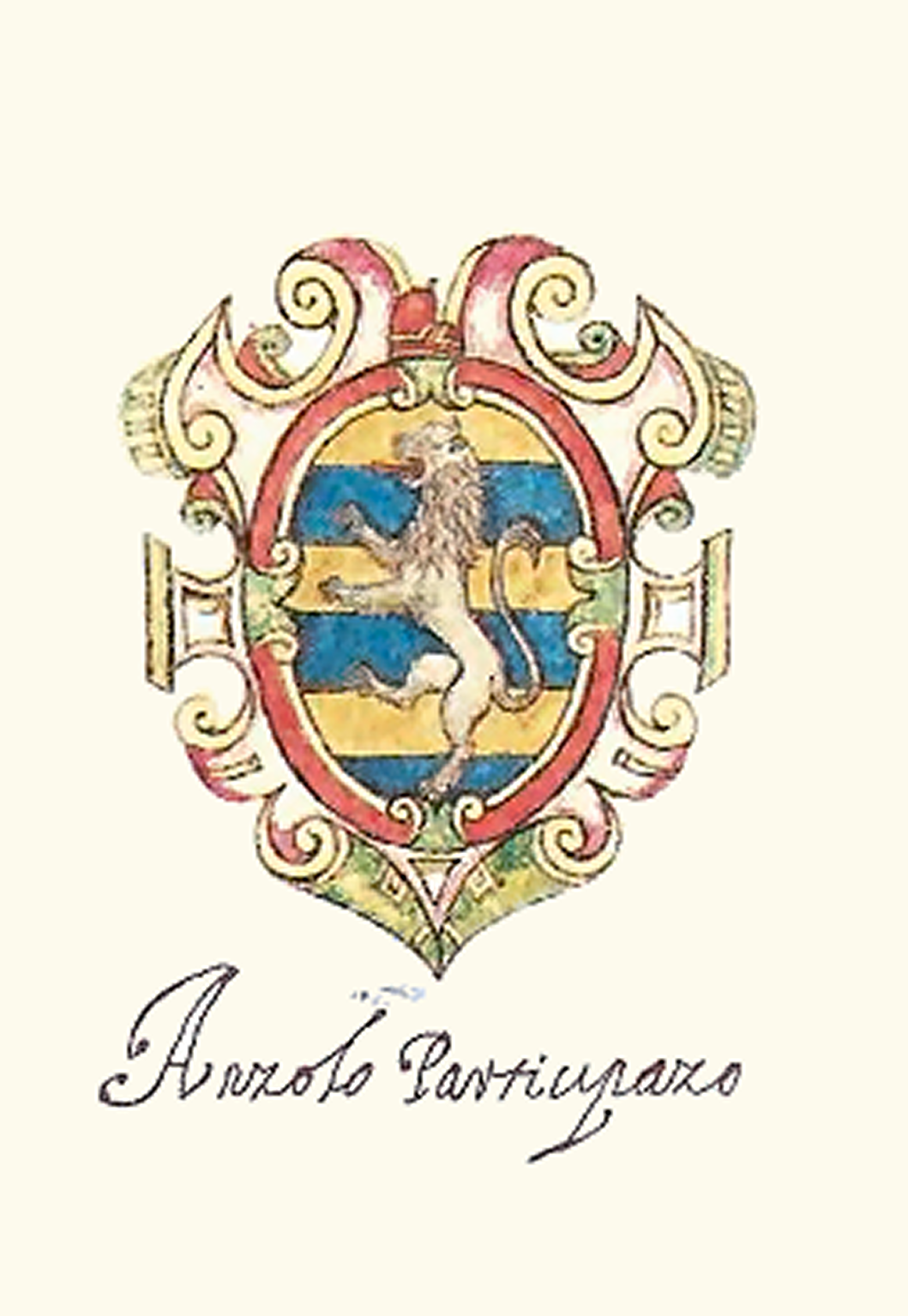
Герб рода Партечипацио

Джованни II Партечипацио — 15-й венецианский дож (881—887, 887—887).
Сын Орсо I Партечипацио, взятый последним в соправители. После смерти отца в 881 году сам стал дожем. Будучи серьёзно больным, признал себя неспособным править. Венецианцы, не хотевшие отречения Джованни II, дали ему в апреле 887 года в соправители дожа Пьетро I Кандиано. Через пять месяцев Пьетро I был убит во время экспедиции против пиратов и Джовании II вынужден был вернуться. После избрания в 888 году дожем Пьетро Трибуно Джованни II отрёкся.